# Tyłowo
Tyłowo (kaszb. Tëłowò, niem. Tillau, dawniej Tulowa) – wieś kaszubska w Polsce położona w województwie pomorskim, w powiecie puckim, w gminie Krokowa.
W latach 1975–1998 miejscowość administracyjnie należała do województwa gdańskiego. W skład sołectwa Tyłowo wchodzi również miejscowość Dąbrowa. Na wschód od Tyłowa położone jest jezioro Dobre, otoczone kompleksem leśnym Puszczy Darżlubskiej.
Na północ od wsi, w sąsiednim Kartoszynie położone są przemysłowe tereny Pomorskiej Specjalnej Strefy Ekonomicznej.

## Historia
Wieś była początkowo folwarkiem wsi Lubocino, pierwsze wzmianki o niej pochodzą z 1340 roku, gdy wymienia się istniejącą w tamtym czasie we wsi kaplicę św. Sebastiana. W 1624 roku wieś przeszła w ręce protestanckiego rodu Czapskich. W 1725 roku wieś wraz z resztą klucza lubockiego została sprzedana Rybińskiemu, ale już w 1755 roku wieś kupił generał Józef Przebendowski i wybudował w niej kościół pod wezwaniem Oczyszczenia NP Marii, o konstrukcji szkieletowej i dwór. Postarał się również o ustanowienie w Tyłowie parafii. Parafia jednak nie istniała długo, wkrótce kościół w Tyłowie stał się kościołem filialnym (do 1946 roku). W 1865 roku obok kościoła wybudowano dzwonnicę. W 1798 roku w Tyłowie znajdowało się 15 domów, kościół i dwór. Pod koniec XVIII wieku wieś została sprzedana Zaborzyckim, następnie właścicielami jej byli von Platen, Thymianowie (wybudowali oni nowy dwór w miejsce starego, wzniesionego przez Przebendowskiego) i rodzina Frieböse (aż do II wojny światowej). W okresie okupacji w Tyłowie znajdowała się szkoła, a wieś liczyła 150 mieszkańców. Po 1945 roku ziemie majątku zostały rozparcelowane. W 2002 roku w miejsce kościoła wzniesionego przez generała Przebendowskiego wybudowano nową świątynię, a starą rozebrano. Zrekonstruowana stoi we wsi Lizaki.

### Zabytki

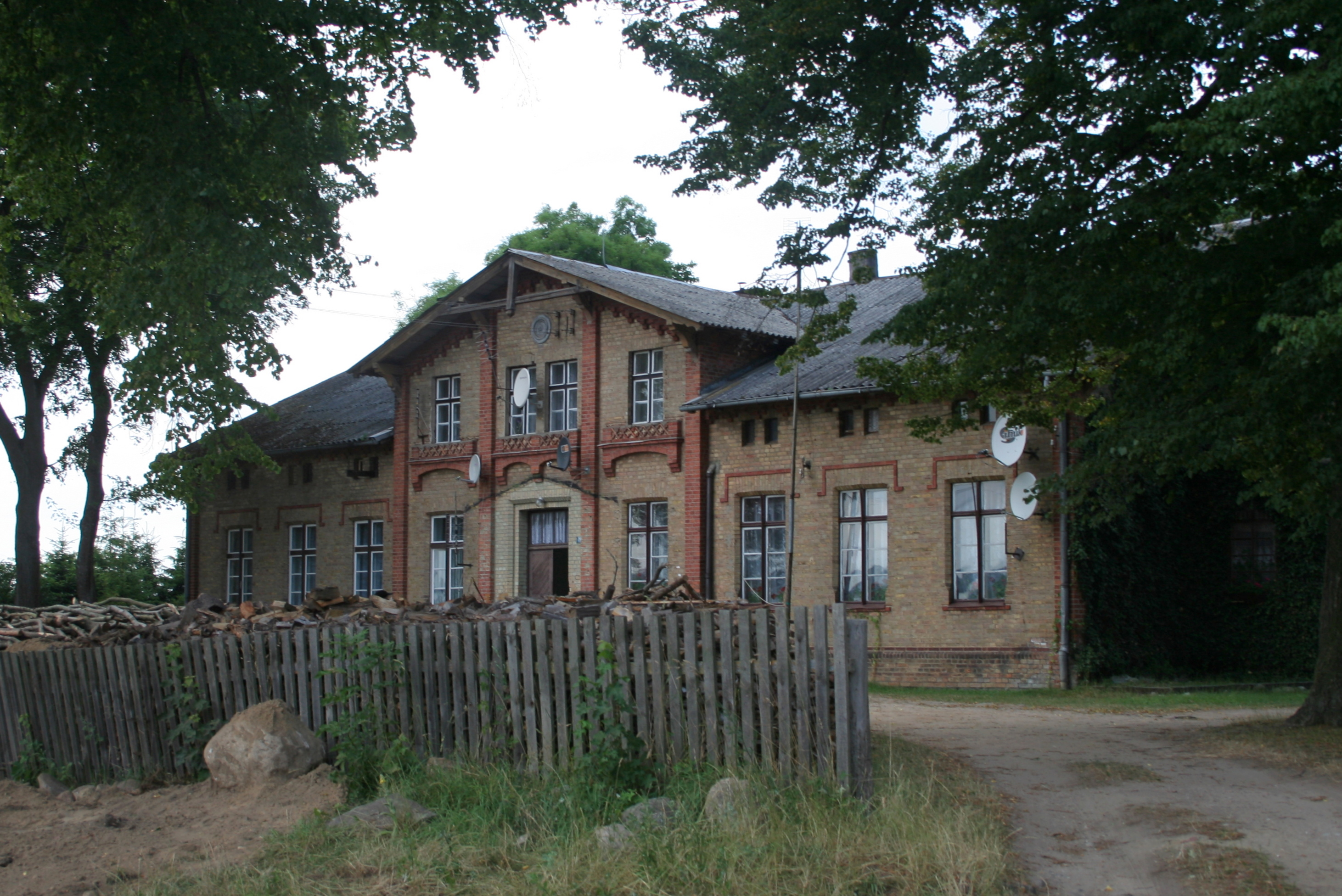
Dwór w Tyłowie

- Cmentarz wokół kościoła, z XIX wiecznymi nagrobkami.
- Dwór ceglany, parterowy, murowany, z 1880 roku, otacza go park leśny